# Resident Evil Zero
Resident Evil Zero (estilizado como resident evil ∅) —conocido en Japón como Biohazard Ø (バイオハザードØ) —es un videojuego de terror del subgénero horror de supervivencia desarrollado y publicado por Capcom. Es la quinta entrega principal de la serie Resident Evil y se lanzó originalmente en el año 2002 en exclusiva para Nintendo GameCube. Se trata de una precuela de Resident Evil (1996) y su remake (2002), que narra las traumáticas experiencias en las montañas Arklay del Equipo Bravo, la unidad especial de fuerza policial de S.T.A.R.S.
La historia sigue a la oficial Rebecca Chambers y al criminal convicto Billy Coen mientras exploran un centro de capacitación abandonado para los empleados de la compañía farmacéutica Umbrella. La jugabilidad es similar a la de otros juegos de Resident Evil, pero presenta un nuevo sistema de juego llamado Partner Zapping donde el jugador controla a Rebecca y Billy, cambiando el control entre ellos para resolver acertijos y usar las habilidades únicas de cada uno.

## Argumento
Después de una serie de asesinatos cuyo principal componente son unas tendencias caníbales que ocurrían en el área de las montañas Arklay, el departamento de policía de Raccoon City envía al equipo Bravo de S.T.A.R.S a investigar y posiblemente detener a los criminales, pero el helicóptero UH-1 que los transportaba sufre una avería en el motor y se ven en la necesidad de realizar un aterrizaje forzoso. Ya en tierra, el equipo, menos el piloto policial Kevin Dooley, que se queda en el helicóptero para avisar de la emergencia, investiga los alrededores, encontrando una camioneta de la policía militar estadounidense volcada con sus ocupantes muertos. Hurgando en los restos del vehículo, Rebecca Chambers, oficial médico del equipo y la más reciente incorporación encuentra la documentación del prisionero Billy Coen, exteniente 2° del cuerpo de Infantería de Marina de los Estados Unidos, sentenciado a muerte por el asesinato de 23 personas. Suponiendo que fue el prisionero quien mató a los policías militares para luego huir, el capitán Enrico Marini ordena que Coen sea encontrado y arrestado. 

El equipo se separa para cubrir más terreno y así encontrar a Billy de manera más rápida, haciendo eso, Rebecca se topa con el Expreso Ecliptico, un tren privado perteneciente a la corporación Umbrella, una de las industrias farmacéuticas más grandes del mundo, parado en la mitad del bosque. Tras entrar y explorar el convoy, la oficial se topa con zombis que la atacan, tras librarse de ellos, Coen se encuentra con ella, Rebecca, haciendo uso de su autoridad le dice que está bajo arresto, pero el ex-marine le responde sarcásticamente que ya tiene esposas (que están colgando de su muñeca izquierda) y la deja, pero al momento de querer perseguirlo, Edward Dewey, copiloto del equipo, entra al vagón a través de una ventana, herido de gravedad, le dice a Rebecca que el bosque está lleno de zombis y otras monstruosidades antes de morir. Al llegar al coche comedor, Chambers vuelve a toparse con Billy, pero esta vez, él intenta convencerla de que cooperen para así poder sobrevivir, pero Rebecca le contesta de que no confía en un criminal buscado a lo que Billy le dice que avance sola a ver qué le pasa.
Al subir las escaleras, la joven policía encuentra a un hombre sentado cerca de una mesa que al parecer está dormido, al querer despertarlo, descubre que no es un ser humano, sino un monstruo hecho de cientos de sanguijuelas, pero al querer huir, las sanguijuelas intentan consumirla por completo, Billy, al oír los gritos sube a ayudar a Rebecca, asustando a las criaturas con unos disparos de pistola. Mientras las criaturas huyen del tren, los dos pueden ver a un hombre en la cima de un risco que al parecer está cantando, de súbito, el tren comienza a moverse, no teniendo más opción, Rebecca acepta cooperar con Billy pero lo amenaza con dispararle si intenta cualquier cosa. 
Los responsables de que el tren haya reanudado su marcha, el equipo Delta del Servicio de Seguridad de Umbrella (U.S.S), reportan su situación a Albert Wesker, persona a cargo de la recuperación del centro de entrenamiento ejecutivo de Umbrella y capitán del equipo Alpha de S.T.A.R.S. Mientras se comunica con los comandos, William Birkin, científico de la empresa, comienza a preguntarse cómo pudo haber comenzado una epidemia de virus-T, contaminando el laboratorio y mansión Arklay, y también el tren que se encontraba a casi 5 kilómetros de dichas instalaciones, pero Wesker lo interrumpe diciendo que nadie debe saber de la epidemia, por lo que le ordena al equipo Delta destruir el tren, pero antes de terminar de darles las órdenes, las sanguijuelas atacan, matando a los dos comandos.
Ya en la cabina, Billy y Rebecca revisan el panel de control, descubriendo que el tren amenaza con descarrilarse si no bajan la velocidad, con los frenos principales desactivados, uno de los dos debe ir al último vagón y activar el control manual de los frenos de emergencia. Ya activos, el convoy logra bajar la velocidad, tomando un desvío que lo lleva al centro de entrenamiento ejecutivo de Umbrella, al llegar al hall del centro ven el retrato del primer gerente general de la instalación y uno de los fundadores de la corporación, el doctor James Marcus. Siendo vigilados por Wesker y Birkin, el científico pregunta quienes son ellos, pero alguien interrumpe la señal de la cámara, preguntando quien es, el hombre responde confesando que fue él quien inició la epidemia de virus-T, motivado por venganza en contra de Umbrella debido al asesinato de Marcus bajo órdenes del Ozwell E. Spencer, gerente general de Umbrella y uno de sus fundadores, hace 10 años.
Rebecca, después de ser rescatada por Billy de caer al vacío en el sótano del centro de entrenamiento, le pregunta si realmente asesinó a 23 personas, a lo que Billy le cuenta que en 1997, su unidad fue enviada a África a intervenir en una guerra civil. Descendiendo en paracaídas muy lejos del lugar de aterrizaje predeterminado, su unidad sufrió bajas considerables intentando encontrar un escondite de guerrilleros debido al calor y las acciones del enemigo, tras mucho tiempo de caminar, solo 4 llegaron vivos al supuesto escondite, que terminó siendo una pequeña aldea que no albergaba guerrilleros. En un ataque de ira, el oficial al mando ordenó la matanza de civiles desarmados, Billy no participó, pero aun así, solo él fue culpado de los asesinatos. Mientras tanto, Albert y William debaten la posibilidad que si ese hombre misterioso podría ser James Marcus, Wesker no le da mucha importancia al asunto, diciendo que se apegara al plan original de llevar al equipo Alpha a la mansión para probar las muchas armas bio-orgánicas que se habían liberado debido a la epidemia y reunir datos de combate, por su parte, Birkin decide que activará la autodestrucción del centro de entrenamiento para borrar todo rastro de Marcus.
Rebecca y Billy por fin están cara a cara con el hombre misterioso, al preguntarle quien es, transforma su rostro al de Marcus, diciendo que él fue asesinado por Umbrella hace 10 años, con Birkin y Wesker tomando su investigación y llevándose el crédito, pero al momento del ataque nadie se dio cuenta de que uno de los especímenes en los que el doctor estaba trabajando, la sanguijuela reina, que había desarrollado una inteligencia colectiva, escapa de su contenedor, encontrando el cuerpo de Marcus, la sanguijuela se introduce en este y comienza a resucitar sus células y a adquirir sus recuerdos, proceso que tomó 10 años en completarse, al momento de terminar el relato y jurar venganza a Umbrella y al mundo por la muerte de su creador, la sanguijuela reina muta en una gigantesca aberración humanoide dispuesta a matar a los dos sobrevivientes. Tras matar a la reina, Rebecca y Billy suben a la superficie en un ascensor de carga mientras suena la alarma de autodestrucción, pero la victoria dura poco al ver como la reina asciende velozmente por el hueco del ascensor, viendo que el mutante es sensible a la luz solar, Billy distrae a la reina mientras Rebecca abre las mamparas metálicas, ya abiertas, la criatura comienza a disolverse, pero Billy le da el tiro de gracia con una Magnum y sus restos caen por el hueco del ascensor mientras una bola de fuego sube por este, incinerandola.
Ya fuera del peligro, Rebecca le quita sus placas de identificación a Billy para fingir su muerte, afirmando él de manera irónica que ahora es un zombi. Ya para despedirse se saludan de manera militar y Rebecca da media vuela, dirigiéndose a una mansión cercana. Mientras ella se aleja, Billy le agradece.

## Desarrollo
El desarrollo de Resident Evil Zero comenzó originalmente para la Nintendo 64 en 1998. El sistema de cambio de compañero fue creado para aprovechar los cortos tiempos de carga posibles con las capacidades de la Nintendo 64 Game Pak. El formato de cartucho también proporcionó limitaciones, ya que la capacidad de almacenamiento era significativamente menor que la de un CD-ROM. El equipo tuvo que abordar el diseño de manera diferente a los juegos anteriores de la serie para poder conservar espacio de almacenamiento. Resident Evil Zero fue diseñado para ser más difícil que los juegos anteriores de Resident Evil. 
Inspirado por el videojuego Sweet Home (1989), el equipo decidió eliminar los baúles de almacenamiento presentes en juegos anteriores e introdujo una nueva mecánica que permitía arrojar los objetos del inventario. El desarrollo se ralentizó cuando el equipo encontró problemas de almacenamiento de memoria, por lo que decidieron trasladar el desarrollo al Nintendo GameCube, que había sido recientemente anunciado. El juego tuvo que ser rehecho desde cero, dejando solamente el concepto y la historia general.

## Adaptaciones
Recibió una adaptación para Wii en el año 2008 bajo el título de Resident Evil: Archives, ofreciendo un nuevo sistema de control, y en 2016 se lanzó una versión remasterizada llamada Resident Evil 0 HD Remaster para PlayStation 3, PlayStation 4, Xbox 360, Xbox One y PC.
En las versiones de PC, PS3, PS4, Xbox One y Xbox 360 hay la posibilidad de jugar el "Modo Wesker", donde este sustituye a Billy en la historia y tiene 2 habilidades especiales que matan con gran rapidez a los enemigos.

## Recepción

### Crítica
Resident Evil Zero recibió críticas generalmente positivas, donde elogiaron los gráficos y el audio al crear una atmósfera inquietante, sin embargo, las opiniones sobre el nuevo sistema de cambio de compañero y arrojamiento de objetos fueron mixtas. Algunos consideraron que los cambios fueron una mejora y agregaron nuevas capas de estrategia; mientras que otros creían que dichos cambios eran incómodos o sin mucha innovación. Los controles tipo tanque del juego se consideraron obsoletos y Capcom también fue criticado por no darles una evolución.

### Ventas
Resident Evil Zero tuvo éxito comercial, ya que vendió más de 3.5 millones de copias en todas las plataformas.